# 矢野猪之八
矢野 猪之八（やの いのはち、慶応元年11月9日（1865年12月26日） - 昭和3年（1928年）3月31日）は、日本の政治家。元徳島市長。弁護士。

## 経歴
阿波国名東郡富田浦町（現在の徳島県徳島市）出身。1887年（明治20年）、東京帝国大学別科法学部を卒業。1895年（明治28年）、検事となり、大垣区裁判所検事、岐阜地方裁判所検事、台湾総督府法院判官、台湾覆審法院判官、台南地方法院判官、台湾覆審法院部長を歴任した。1910年（明治43年）に退職した後は、台北市で弁護士を開業した。
1915年（大正4年）の第12回衆議院議員総選挙に出馬するが落選。
1926年（大正15年）に武市彰一に代わって徳島市長に就任、翌1927年（昭和2年）まで市長を務めた。

## 栄典
- 1906年（明治39年）4月1日 - 勲五等瑞宝章[3]
- 1909年（明治42年）7月30日 - 正五位[4]

## 文献
- 『自治五十年小史』徳島市、1938年。
- 『昭和物故人名録』日外アソシエーツ、1983年。

| 公職          | 公職                         | 公職            |
| ------------- | ---------------------------- | --------------- |
| 先代 武市彰一 | 徳島市長 第11代：1926 - 1927 | 次代 橋本菊太郎 |